# Кінегільс (король Вессексу)
Кінегільс (англ. Cynegils, помер у 643) — VI король Вессексу (з 611 по 643 рр.), син Кела.

## Біографія
На початку правління Кінегільса західні сакси займали землі у верхів'ї Темзи. Зараз на цій території знаходяться британські графства Вілтшир, Сомерсет, Глостершир, Оксфордшир і Беркшир. Головним містом західних саксів був Дорчестер на Темзі. Хоча історики називають Кінегільса королем Вессексу, проте на той час Вессекс, ймовірно, ще не був єдиною централізованою державою, а скоріше являв собою племінний союз. Кінегільс був, можливо, одним з найбільш впливових його вождів.
У 614 році війська Кінегільса розбили бритів при Бендуні. Брити в цій битві втратили понад дві тисячі осіб. Припускають, що бритами командував Клемен ап Бледрик, король Думнонії.
У 628 році відбулася битва Кінегільса з Пендою Мерсійским при Ціренкастері. Результат бою невідомий. Англосаксонська хроніка лише повідомляє, що сторони пізніше «дійшли згоди».
Близько 626 року Квіхельм, син Кінегільса, підіслав до Едвіна, короля Дейри, найманого вбивцю, але замах був невдалий. У відповідь на це Едвін організував каральну експедицію і, ймовірно, на деякий час підпорядкував собі західних саксів.
У 634 році до західних саксів за дорученням Папи Римського Гонорія I з'явився єпископ Бирин (який пізніше осів у Дорчестері-на-Темзі) і став проповідувати християнство. Наступного року Кінегільс охрестився. Його хрещеним батьком став Освальд Нортумбрійський. З дозволу Кінегільса, Бирин заснував в Дорчестері єпископську кафедру і залишався духовним пастирем західних саксів до самої смерті.
Про наступні роки правління Кінегільса хроніки замовчують. Похований він у Вінчестерському соборі.